# Dactylis glomerata subsp. hispanica
Dactylis glomerata subsp. hispanica é uma subespécie de planta com flor pertencente à família Poaceae. 
A autoridade científica da subespécie é (Roth) Nyman, tendo sido publicada em Conspectus florae europaeae : seu Enumeratio methodica plantarum phanerogamarum Europae indigenarum, indicatio distributionis geographicae singularum etc. 819. 1882.
Os seus nomes comuns são dactila, dáctilo, dáctilo-comum, dáctilo-dos-lameiros, erva-dos-combros, panasco, panasco-de-folhas-estreitas, panasco-das-areias ou pé-de-galo.

## Portugal
Trata-se de uma subespécie presente no território português, nomeadamente em Portugal Continental e no Arquipélago da Madeira.
Em termos de naturalidade é nativa das duas regiões atrás indicadas.

## Protecção
Não se encontra protegida por legislação portuguesa ou da Comunidade Europeia.